# Чорсу (район Рудаки)
Чорсу (тадж. Чорсӯ; до 2008 года — Партизани сурх) — село в районе Рудаки Республики Таджикистан. Входит в состав джамоата (сельской общины) Чоргултеппа.
Находится на расстоянии 3 км от районного центра (пгт. Сомониён).
Население — 3885 чел. (2017).